# Midi (culmination)
Ne doit pas être confondu avec Midi (heure).
Pour les articles homonymes, voir Midi.
La culmination méridienne ou midi solaire est l'instant où le Soleil passe le cercle méridien et est au plus proche du zénith, à mi-chemin entre l'aube et le crépuscule astronomique. C'est le temps opposé au minuit solaire, lorsqu’il se trouve au plus proche du nadir.
C'est donc à ce moment que l'ombre d'un objet est la plus courte : elle indique précisément le nord (dans l'hémisphère nord) ou le sud (dans l'hémisphère sud), en dehors des zones équatoriales comprises entre les deux tropiques.

## Distinction entre «midi» et «12 heures»
Midi et 12 heures ne coïncident pas en un lieu donné, pour plusieurs raisons :
- l'heure du Soleil avance ou retarde tout au long de l'année jusqu'à 16 minutes par rapport à une heure moyenne régulière[3] (cf. Équation du temps) ;
- l'heure de l'horloge est une heure civile qui est en vigueur dans la totalité d'un pays ou d'un territoire par le système des fuseaux horaires, tandis que l'heure du Soleil est locale et dépend de la longitude de l'observateur ;
- la mise en place de l'heure d'été pour économiser de l'énergie ; c'est un cas particulier du cas précédent car il s'agit là encore d'un choix arbitraire et non d'un phénomène astronomique.

Il s'agit donc la plupart du temps d'un abus de langage lorsqu'une personne déclare « Il est midi. » à 12 heures précises.